# Ostrówek (rejon włodzimierski)
Ostrówek (ukr. Острівок) – wieś na Ukrainie na terenie rejonu włodzimierskiego w obwodzie wołyńskim, liczy 588 mieszkańców.
1 sierpnia 1925 włączony do Włodzimierza. Obecnie znów odrębna wieś.